# ジュゼッペ・バリソン
ジュゼッペ・バリソン（Giuseppe Barison、1853年9月5日 - 1931年1月7日）は、トリエステ生まれの画家、版画家である。トリエステやローマ、ヴェネツィアで活動し、風俗画を描いた。

## 略歴
第一次世界大戦でオーストラリアが敗北しイタリア領になるまで、オーストリア帝国の直轄領として繁栄していたトリエステで生まれた。あまり豊かでない仕立て屋の息子に生まれたが、地元の貴族の女性がパトロンとなって、トリエステの画家、カール・ハッセ(Carl Haase: 1820-1876)に絵を学んだ。その後、ヴェネツィア美術アカデミーに入学し、エドゥアルト・フォン・エンゲルトやカール・フォン・ブラースに学び、ウィーンの画家、アウグスト・アイゼンメンゲルからも影響を受けた。
卒業し、1876年にトリエステに戻った後、1877年に参加した展覧会で、2年間のローマ留学の資格を得ることができた。ローマでは、かつて学んだ、ハッセが描いた場所などを題材にした作品を描いたが、そのようなスタイルの絵画は時代遅れであると評されることになった。
バリソンも徐々に自然主義的なスタイルに変わっていき人物画や風俗画を描くようになり、評価されるようになった。ヴェネツィアで活動し、ジャコモ・ファヴレット(1849-1887)から影響を受けた。1880年からヴェネツィア美術振興協会(Società Veneta Promotrice di Belle Arti)の展覧会に出展し、1886年にウンベルト王子賞を受賞するがイタリア国籍でない事から受賞は取り消された。1883年にトリエステの名家の娘と結婚していたが、妻はヴェネツィアの生活に馴染まなかったので1887年に家族とトリエステに戻った。
トリエステで活動し、1912年にトリエステ貯蓄銀行から絵の注文を得るなどした。第一次世界大戦中は、イタリアのジェノヴァ近くの保養地Pegliの義理の息子アマルディ(Roberto Amadi)の邸に避難した。戦後トリエステに戻り、風俗画を描き続け、1931年にトリエステで亡くなった。

## 作品

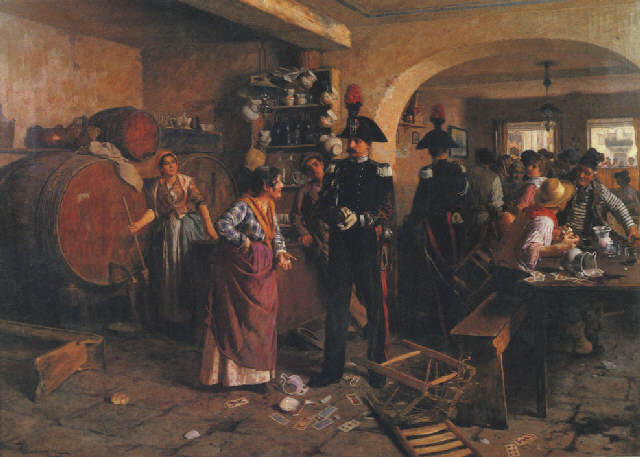
戦闘の後
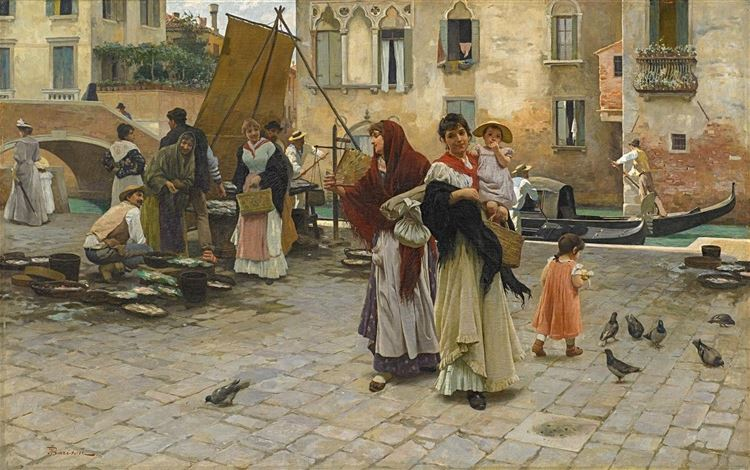
魚市場
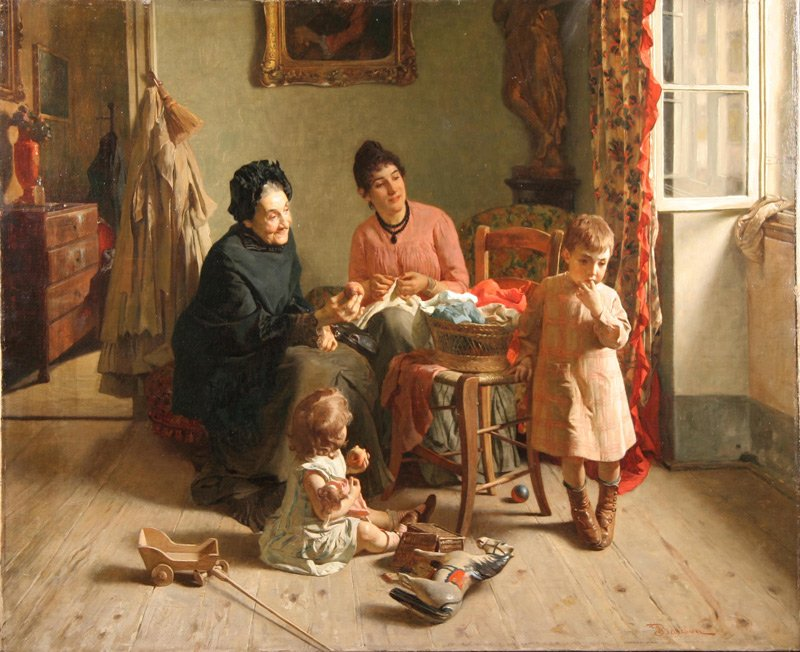
祖母の来訪

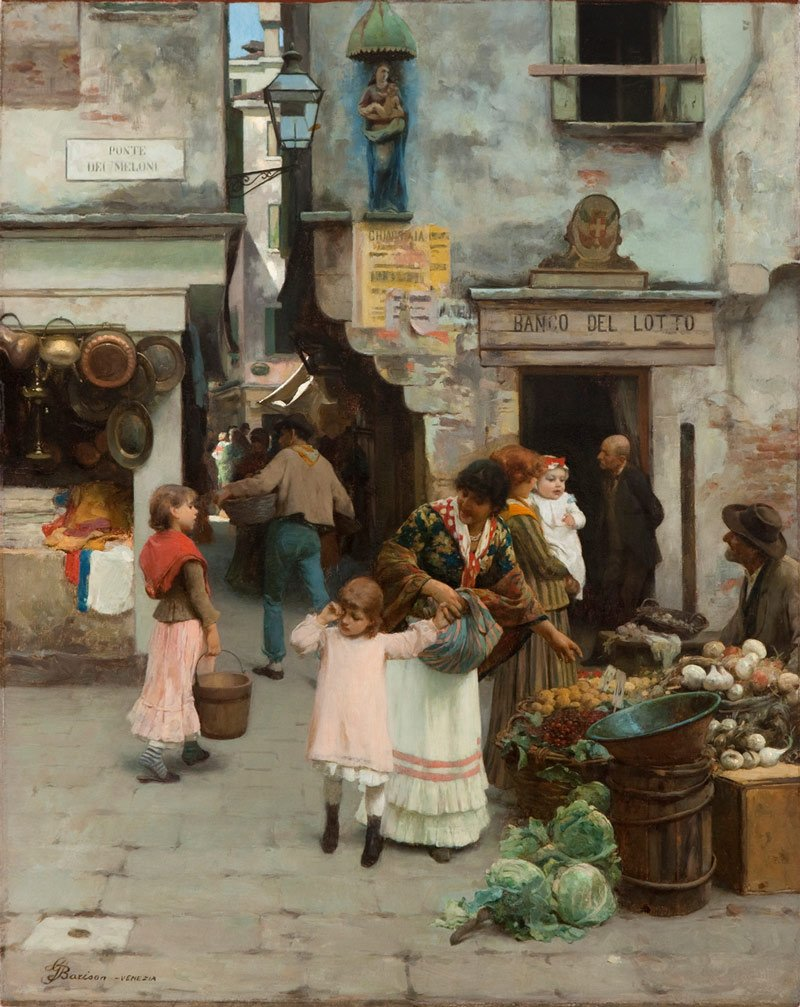
ヴェネツィアの市場
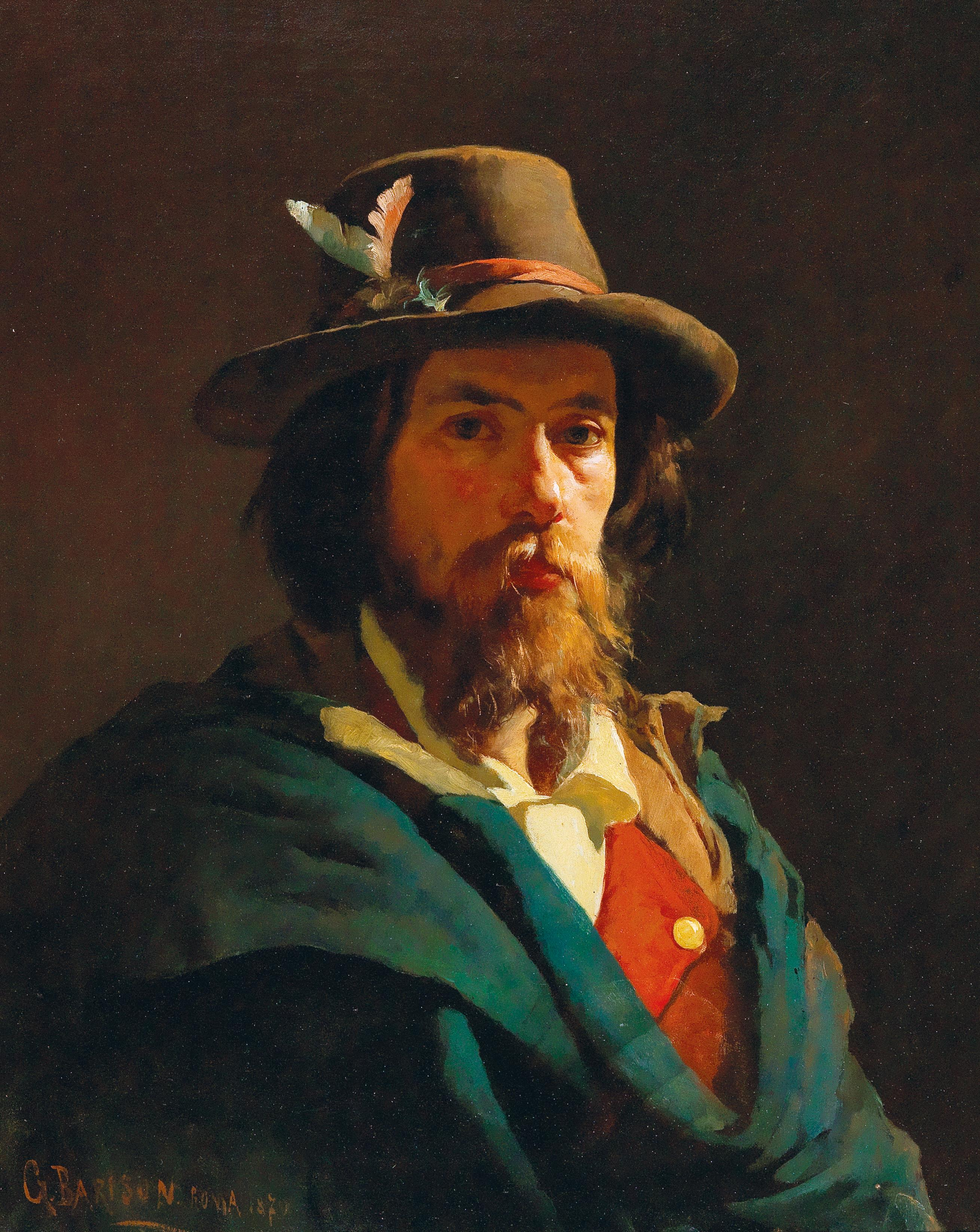
男性の肖像画
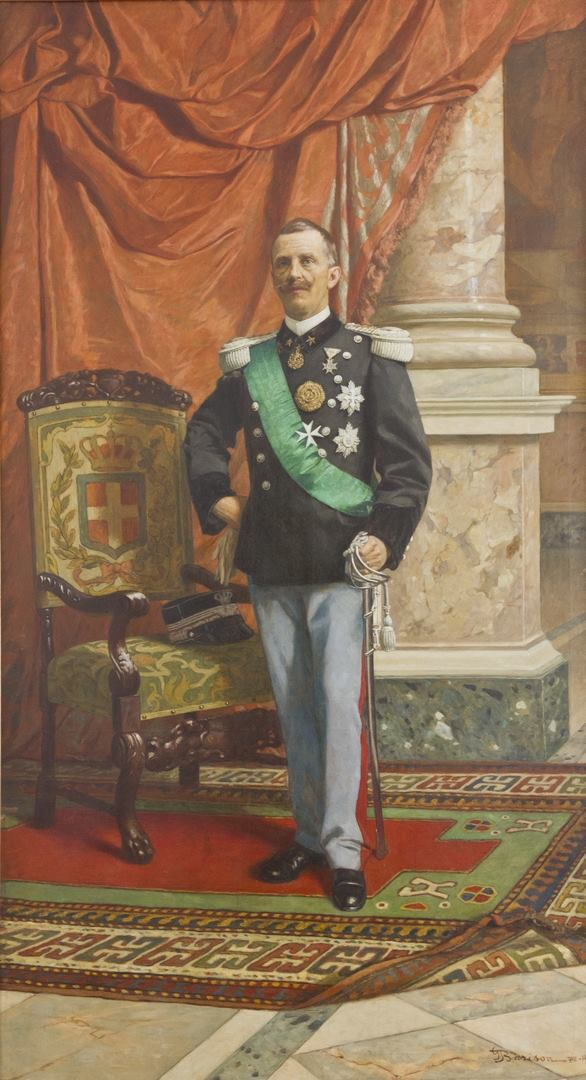
ヴィットーリオ・エマヌエーレ3世
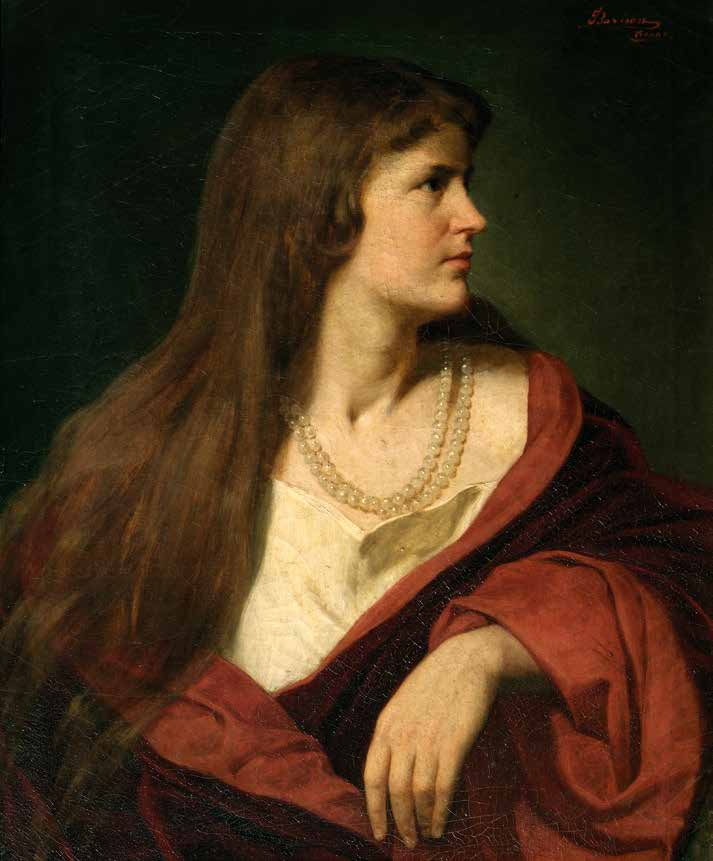
女性の肖像画